# AkOatys
AkOatys est un parc aquatique de l'île de La Réunion, département d'outre-mer français dans le sud-ouest de l'océan Indien. Situé à L'Étang-Salé les Bains, sur le territoire de la commune de L'Étang-Salé, il a ouvert le 20 mai 2007. Le parc est uniquement ouvert pendant les vacances scolaires (de l’île de la Réunion) et les jours fériés.

## Histoire
Le parc aquatique de l’île de la Réunion ouvre ses portes en 2007 avec 3 toboggans et une grande piscine pour enfants.
En 2008, akOatys s'agrandit une première fois avec une piscine plus profonde agrémenté d'un bain à remous.
En 2010, le parc de loisirs annonce l’installation de 2 toboggans à sensation nommés "Kamikaze" et "Freefall". 
En 2013, une nouvelle attraction unique à l'ile de la Réunion arrive : la vague statique de surf. C'est une machine qui projette un courant d'eau continu sur une surface inclinée, à l'image d'un tapis de course. Elle a été conçue par AFP en Belgique. Cette machine est la première installée en France. Le système est mu par une turbine électrique de 200cv permettant la circulation de l'eau en circuit fermé à travers un réservoir de 60 m3.
En 2015, le parc s'agrandit notablement avec l'installation de 2 nouveautés : le Tsunami et les Koalas. Le premier est un toboggan à bouée à très fort dévers, le second est un espace de 3 toboggans pour les plus petits.
En 2016, le parc a commencé sa migration vers le parc à thème en s'inspirant de l'histoire du "Monde de Tys" retraçant l'histoire du peuple sous-marin des akOatiens. Plusieurs éléments rappellent l'univers décrit dans cette bande-dessinée : décor, thématique des attractions, mascottes vivantes, spectacle et animations.

## Attractions
La parc aquatique dispose de nombreuses attractions comme :
- Abyss est une pataugeoire de 20 cm de profondeur pour familiariser les plus petits.
- akOaSurfer est une vague statique de surf, unique à l'île de la Réunion et permettant la pratique du Stream.
- Kamikazes sont 2 toboggans extrêmes proposés pour les jeunes adultes.
- La baie des marmailles est un bassin de faible profondeur, il intègre le château magique, une tour avec mini-toboggan et tonneau renversant de 200 L d'eau.
- La playa est une piscine aménagée sous forme de plage avec un bain de soleil.
- Les 3 fantastiques sont 3 petits toboggans à large spectre d'accessibilité.
- Les Koalas est réservé aux enfants de moins d'1,40 m avec un toboggan à boucle et deux en ligne.
- Tsunami est un toboggan à bouée

## Le parc en chiffre
700 000 visiteurs en 8 ans d’exploitation.
10 toboggans disponibles dont 3 à grande vitesse.
2 piscines et une pataugeoire
1 vague statique
1 boutique, 1 snack et 1 restaurant.